# Instituto de Educação Física e Desportos (UERJ)
O Instituto de Educação Física e Desportos (IEFD) foi fundado em 19 de novembro de 1970, no Centro de Desportos da Universidade do Estado da Guanabara, hoje conhecida como Universidade do Estado do Rio de Janeiro.

## História
O IEFD foi criado inicialmente com o objetivo de implantar a chamada ”ginástica obrigatória” para o Ensino Superior de acordo com o decreto-lei 705/69. Em 1974, o Conselho Superior de Ensino e Pesquisa da UERJ estabeleceu o curso de Licenciatura Plena em Educação Física masculina e feminina, sendo reconhecido 4 anos depois pelo Conselho Federal de Educação com a formatura da primeira turma.
O IEFD abrigou paralelamente ao curso de graduação em 1978 também os cursos de Técnica Desportiva em atletismo, futebol, dança e voleibol.
Ocorreram algumas mudanças importantes na organização curricular a fim de delinear um novo perfil de egresso para os profissionais formados, com base nas novas exigências da sociedade (CARTA DE BELO HORIZONTE, 1984).
Em 1986, surgiu o primeiro curso em nível de especialização Lato-sensu com base nos cursos já existentes de atletismo, futebol e voleibol. Pouco tempo depois, este curso de especialização se tornou o pilar para o delineamento vocacional do corpo docente do IEFD possibilitando discussões internas que expressaram a necessidade de se implantar um programa de Mestrado Stricto-sensu.
Em 1989, o IEFD promoveu o I Congresso de Educação Física de Países de Língua Portuguesa e, em 1990, o I Congresso de Filosofia, História e Educação Física em comemoração aos 40 anos da Universidade do Estado do Rio de Janeiro. Ainda por iniciativa do IEFD aconteceram nos próximos dois anos o II Congresso de Educação Física de Países de Língua Portuguesa (1991) em convênio com a Universidade do Porto que abrigou o evento e a terceira edição em Recife (1992).
Atendendo as exigências das Diretrizes Curriculares Nacionais, durante o exercício de 2005, o IEFD acatou a proposta de mudança curricular para o curso de graduação em Educação Física para a formação em licenciatura, o que estabeleceu a partir desta a extinção do curso de Licenciatura Plena integral para a criação das graduações de licenciatura e bacharelado distintos.
O IEFD atualmente é constituído pelas coordenações de Pós-graduação e Pesquisa de Extensão, além de quatro Departamentos e seus respectivos laboratórios: Departamento de Desportos Coletivos (DESCO), Departamento de Desportos Individuais (DESIN), Departamento de Ginástica (DEGIN), Departamento de Ciências da Atividade Física (DCAF)

## Ligações Externas
1. Site do Instituto de Educação Física e Desportos/

1. Site da Universidade do Estado do Rio de Janeiro